# Ћићарија
Ћићарија је гpaничнa кpeчњaчкa планина нa ceвepy Истрe и jyгy Kpaca. Мањим делом се налази у Словенији, а већим у Хрватској.
Подручје Ћићарије се од остатка Истре издваја већом надморском висином и хладнијом климом. Ово подручје је слабо насељено. Последњих година расте занимање за покретање парка природе за очување природне баштине.
Већа насељена места на Ћићарији су Водице и Ланишће, а нека од мањих су Мали и Вели Бргуд, Мале и Веле Муне, Јеловице, Дане, Рашпор, Бргудац и др.
Подно Ћићарије живе Ћићи, становништво влашког порекла, које говори својим посебним истрорумунским језиком.